# Frauenprießnitz
Frauenprießnitz ist eine Gemeinde im Norden des Saale-Holzland-Kreises in Thüringen und Mitglied der Verwaltungsgemeinschaft Dornburg-Camburg.

## Geografie
Frauenprießnitz liegt nordöstlich von Jena. Ortsteile sind Kleinprießnitz, Rodameuschel und Schleuskau.

## Geschichte
Die Nennung eines Hugo von Prießnitz im April 1144 wurde bisher mit der Ersterwähnung sowohl von Frauenprießnitz, als auch von Prießnitz bei Naumburg in Verbindung gebracht. Da diese Urkunde inzwischen als Fälschung identifiziert wurde, fällt sie als Ersterwähnung aus. Somit ist die derzeit älteste bekannte Nennung aus dem Jahre 1166. Der Ortsname Frauenprießnitz deutet auf eine slawische Gründung hin. Er hat die Bedeutung „Birkendorf“, die Endung „nitz“ wird mit Aue übersetzt. Seinen Namen bekam der Ort vom hiesigen Nonnenkloster Frauenprießnitz. Die Überlieferung, dass das Nonnenkloster aus einer Trennung vom Naumburger Moritzkloster hervorging, ist heute nicht mehr haltbar.
Herren über den Ort waren ab 1427 die Schenken von Tautenburg, eine Linie der Schenken von Vargula. Schenk Rudolf der Ältere erhielt um 1440 den Ort Frauenprießnitz als Lehngut. 1470 entstand im Zisterzienser-Nonnenkloster die Familiengruft der Schenken. Der Ort entwickelte sich in der Folgezeit zu einer kleinen Residenz. Seit der Leipziger Teilung 1485 gehören die Herrschaften Frauenprießnitz und Tautenburg zur albertinischen (herzoglichen) Linie von Sachsen, wodurch die Schenken Lehensmannen des Herzogs waren. Ab 1494 wird der Name „Frauenprießnitz“ auf den Ort angewandt. Bereits in den 1520er Jahren löste sich der Konvent auf und konnte trotz Bemühungen auch bis zur Reformation im Jahre 1539 nicht wieder belebt werden.
Seit der Wittenberger Kapitulation 1547 gehörte Frauenprießnitz mit der Herrschaft Tautenburg zum albertinischen Kurfürstentum Sachsen. Unter Schenk Burkhard erlangte Frauenprießnitz die größte Bedeutung während der Herrschaftsperiode der Schenken von Tautenburg. Für den Bau des Schlosses Frauenprießnitz veranlasste er zwischen 1602 und 1605 den Abriss des zerstörten Klosters, dessen Gebäude als Steinbruch verwendet wurden. Nach seinem Tod 1605 vollendete seine Witwe bis 1608 den Schlossneubau. Im Dreißigjährigen Krieg wurden Schloss, Kirche und Dorf im Jahr 1638 eingeäschert. Der amtierende Schenk Christian siedelte daher nach Tautenburg über und starb 1640 als letzter Spross der thüringischen Linie der Schenken von Tautenburg.
Der Kurfürst Johann Georg I. von Sachsen hatte das heimgefallene Lehen der Herrschaft Tautenburg mit Frauenprießnitz und Niedertrebra 1640 je zu einem Drittel als neuen Lehen an die von Werthern, von Döring und von Taube überlassen, denen er zuvor bereits die Anwartschaft darauf schriftlich versichert hatte. 1652 kaufte dann der sächsische Kurfürst die Herrschaft Tautenburg mit Frauenprießnitz von diesen zurück. Er ließ die ererbte Ruine als Renaissanceschloss wiederaufbauen und richtete eine Domäne ein. Die Geschäfte des fürstlichen Kammerguts leitete bis 1703 ein Verwalter. 1720 übernahm der ehemalige fürstliche Geheimrat Erasmus von Maltitz das Kammergut als Pächter.
Frauenprießnitz gehörte seit 1652 zum Amt Tautenburg, welches 1657 dem albertinischen Sekundogenitur-Fürstentum Sachsen-Zeitz zugeschlagen wurde und 1718 an das Kurfürstentum Sachsen zurückfiel. 1776 verlegte man das Justizamt von der Burg Tautenburg nach Frauenprießnitz. Das Rentamt wurde im Schloss Frauenprießnitz untergebracht. 1780 wurde für den Bau des neuen Justiz- und Rentamtes in Frauenprießnitz die Burg Tautenburg abgerissen und das Baumaterial dort verwendet. Mit der Ernennung des Kurfürstentums Sachsen zum Königreich gehörte Frauenprießnitz ab 1806 zum Königreich Sachsen.
Mit der beim Wiener Kongress 1815 erfolgten Abtretung des königlich-sächsischen Amts Tautenburg an Preußen wurde das Amt aufgelöst. Im Juni 1815 kam Frauenprießnitz mit dem Hauptteil des ehemaligen Amts an das Großherzogtum Sachsen-Weimar-Eisenach und wurde 1822 dem Amt Bürgel angegliedert. 1850 kam der Ort zum Verwaltungsbezirk Weimar II (ab 1868: Verwaltungsbezirk Apolda) des Großherzogtums. Seit 1920 gehört Frauenprießnitz zum Freistaat Thüringen.
Nach dem Zweiten Weltkrieg wurde aufgrund des Befehls 209 der SMAD der Abriss des Schlosses angeordnet. Den Abrißmaßnahmen entging 1948 nur das Hauptgebäude des Schlosses, in dem eine Maschinen-Traktoren-Station (MTS) untergebracht wurde. Alles andere – darunter das schöne Domänengebäude im Renaissance-Stil – wurde beseitigt, womit der Komplex seinen besonderen Charakter verlor.

### Persönlichkeiten
- Georg Berlich (1600–1671), evangelischer Theologe
- Burkard Berlich (1603–1670), Jurist, Professor der Rechte in Jena, kursächsischer Beamter in Dresden
- Johann August Nebe (1775–1854), evangelischer Theologe, Pädagoge und Generalsuperintendent, Superintendent von Frauenprießnitz
- Frank Mantek (* 1959), Bundestrainer Gewichtheben
- Mario Kanopa (* 1978), Fußballer

### Entwicklung der Einwohnerzahl
(jeweils 31. Dezember)
- 1994 – 1192
- 1995 – 1243
- 1996 – 1244
- 1997 – 1245
- 1998 – 1194
- 1999 – 1185
- 2000 – 1234
- 2001 – 1231
- 2002 – 1214
- 2003 – 1190
- 2004 – 1166
- 2005 – 1106
- 2006 – 1022
- 2007 – 1013
- 2008 – 0997
- 2009 – 0992
- 2010 – 0966
- 2011 – 0888
- 2012 – 890
- 2013 – 899
- 2014 – 879
- 2015 – 854
- 2016 – 847
- 2017 – 847
- 2018 – 844
- 2019 – 834
- 2020 – 817
- 2021 – 813
- 2022 – 814

Datenquelle: Thüringer Landesamt für Statistik

## Sehenswürdigkeiten
- Die ehemalige Klosterkirche St. Mauritius ist rekonstruiert, enthält seit 2009 eine mit 53 Registern für eine Dorflkirche überaus große, neue Orgel, erbaut von dem ortsansässigen Tischlermeister Schenke,[9] und wird zu musikalischen Veranstaltungen wie Orgelkonzerten und Chorauftritten genutzt. Sie dient heute der Evangelisch-Lutherischen Kirchgemeinde des Ortes als Gotteshaus.
- Erhaltenes Hauptgebäude von Schloss Frauenprießnitz aus dem 18. Jahrhundert
- Im Ort, gegenüber dem Dorfteich, steht eine Steinkreuzgruppe aus fünf Steinen. Dorthin wurde sie im Jahre 1972 umgesetzt. Vorher stand sie in der Weggabelung der Straße nach Thierschneck und Wetzdorf, wohin sie schon während der Separation aus dem Flurstück Hessenburg verlagert wurde. Ursprünglich sollen die Steine auf verschiedenen Standorten gestanden haben.[10]

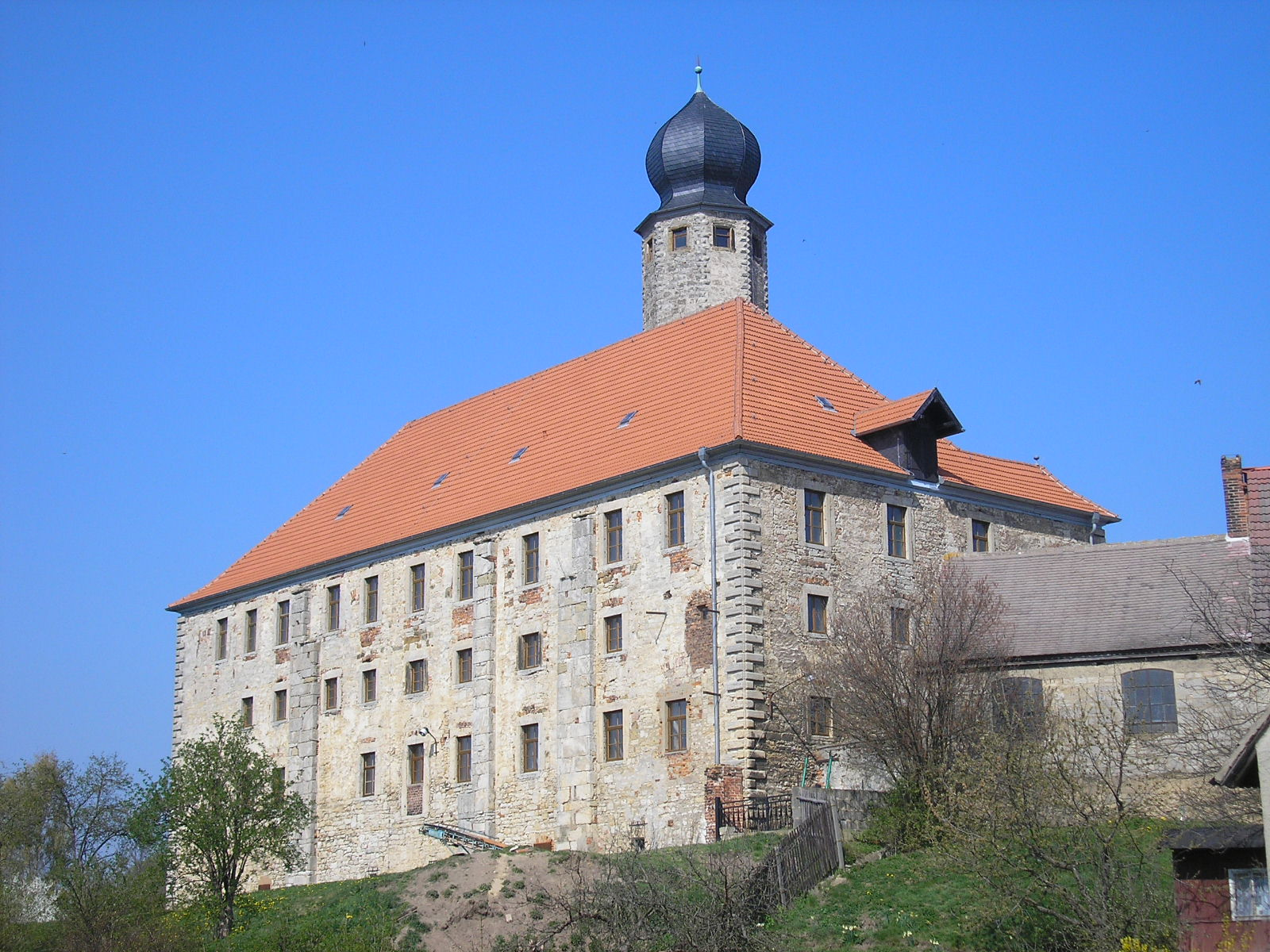
Ehemaliges Rentamt
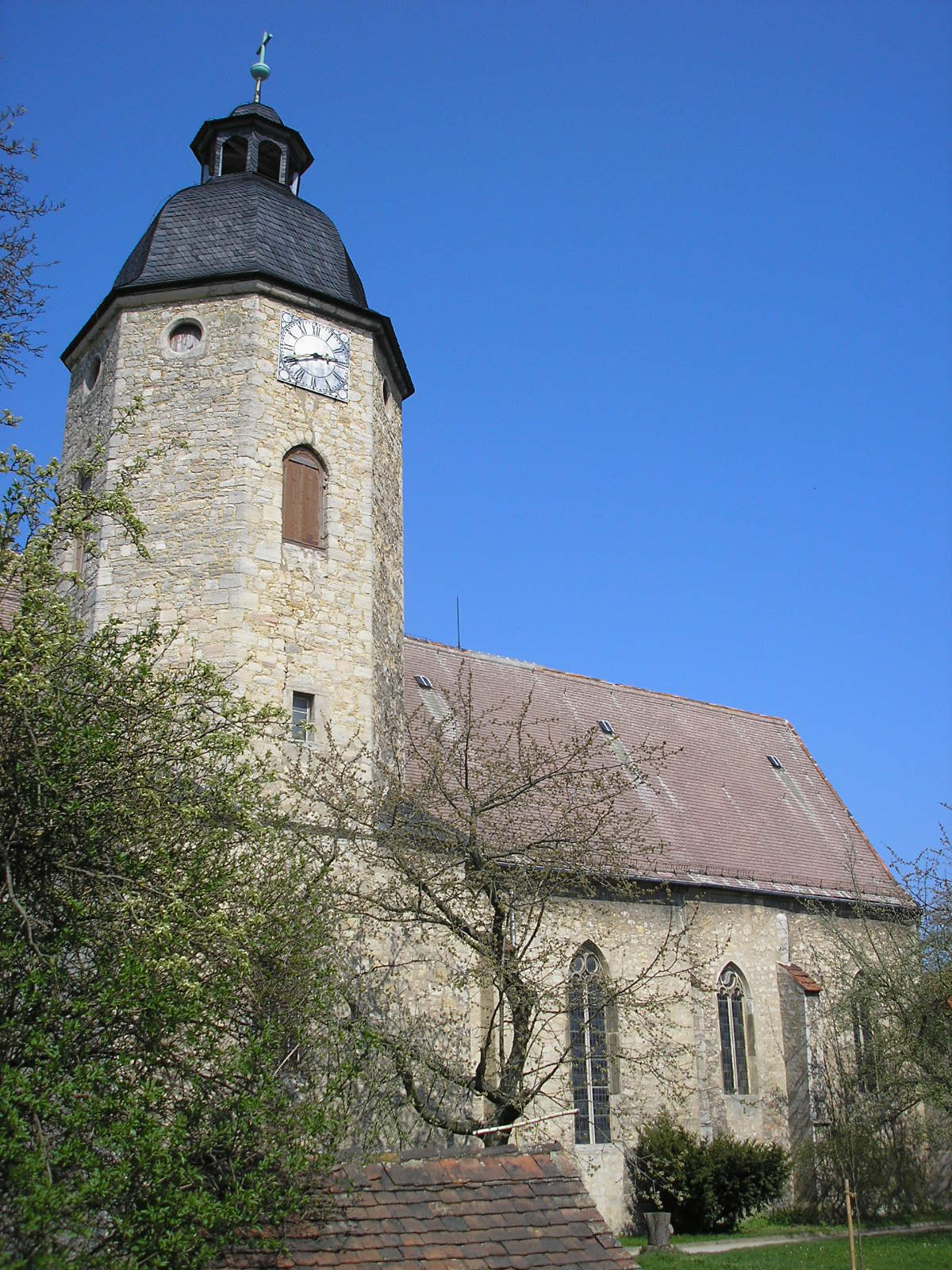
Dorfkirche (ehemaliges Kloster)
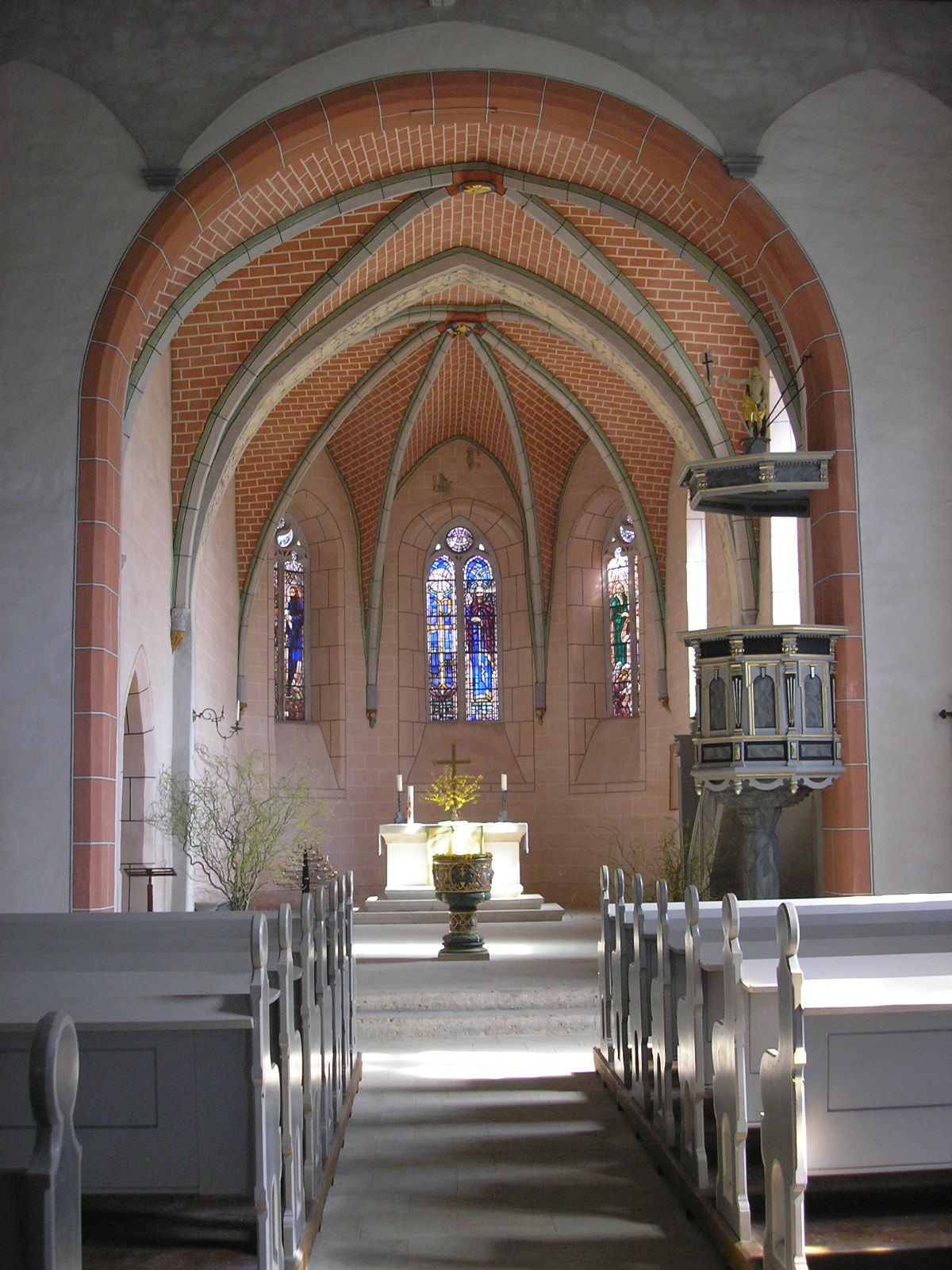
Inneres der Kirche